# Бредбери, Даниэль
Даниэль Бредбери (англ. Danielle Bradbery; род. 23 июля 1996 года) — американская кантри-певица, победительница 4-го сезона американского вокального телешоу «The Voice» (Голос) канала NBC в 2013 году.

## Биография
Родилась 23 июля 1996 года в Хьюстоне, штат Техас. Училась в школе Cypress Ranch High School.
В 2013 году участвовала в четвёртом сезоне американской версии вокального телеконкурса «The Voice» (Голос) канала NBC. На слепых прослушиваниях она исполнила песню «Mean» Тейлор Свифт и к ней повернулись трое судей. Она выбрала команду Блейка Шелтона, который в итоге довёл её до победы, а она в 16 лет стала самым молодым победителем The Voice на тот момент The Voice. Позже этот рекорд побила Brynn Cartelli (в 2018 году она выиграла 14-й сезон в 15 лет). 

## Дискография
См. также «Danielle Bradbery discography» в английском разделе.

### Студийные альбомы
| Название                  | Детали                                                                                 | Высшая позиция | Высшая позиция | Продажи        |
| Название                  | Детали                                                                                 | US Country     | US             | Продажи        |
| ------------------------- | -------------------------------------------------------------------------------------- | -------------- | -------------- | -------------- |
| Danielle Bradbery         | - Дата выхода: November 25, 2013 - Лейбл: Big Machine - Форматы: CD, цифровые загрузки | 5              | 19             | - США: 139,000 |
| I Don’t Believe We’ve Met | - Дата выхода: 1 декабря 2017 - Лейбл: BMLG - Форматы: CD, цифровые загрузки           | 6              | 41             | - США: 21,900  |

## Награды и номинации
| Год  | Церемония                         | Категория                       | Работа                                                                         | Результат |
| ---- | --------------------------------- | ------------------------------- | ------------------------------------------------------------------------------ | --------- |
| 2013 | The Voice                         | Победитель                      | Danielle Bradbery                                                              | Победа    |
| 2014 | American Country Countdown Awards | Female Vocalist of the Year     | Danielle Bradbery                                                              | Номинация |
| 2017 | CMT Music Awards                  | Performance of the Year         | Close (с Nick Jonas и Thomas Rhett)                                            | Номинация |
| 2018 | Academy of Country Music Awards   | New Female Vocalist of the Year | Danielle Bradbery                                                              | Номинация |
| 2018 | CMT Music Awards                  | Breakthrough Video of the Year  | Sway                                                                           | Номинация |
| 2018 | CMT Music Awards                  | Performance of the Year         | Stand Up for Something (с Andra Day, Common, Little Big Town и Lee Ann Womack) | Номинация |
| 2019 | Academy of Country Music Awards   | New Female Vocalist of the Year | Danielle Bradbery                                                              | Номинация |